# Gran Premio di superbike dell'Estoril 2020
Il Gran Premio di superbike dell'Estoril 2020 è stato l'ottava ed ultima prova del mondiale superbike del 2020. Nello stesso fine settimana si sono corsi l'ottava ed ultima prova del campionato mondiale Supersport e la settima ed ultima prova del campionato mondiale Supersport 300. Il mondiale Superbike torna a correre sul circuito di Estoril a distanza di ventisette anni dall'ultima prova, che si corse nel 1993; curiosamente, anche nel 1993 fu l'ultima prova di campionato e si corse il 17 ottobre.
I risultati delle gare hanno visto vincere, per quel che concerne il mondiale Superbike: Toprak Razgatlıoğlu in gara 1 e in gara Superspole e Chaz Davies in gara 2.
Le gare del mondiale Supersport sono state vinte da: Andrea Locatelli in gara 1, e Lucas Mahias in gara 2, mentre quelle del mondiale Supersport 300 sono andate a Mika Pérez in gara 1 e Koen Meuffels in gara 2.
Già assegnato il titolo mondiale Superport ad Andrea Locatelli, vengono assegnati i titoli mondiali della Superbike e della Supersport 300, che vanno rispettivamente a Jonathan Rea e Jeffrey Buis.

## Superbike gara 1

### Arrivati al traguardo
| Pos. | Nº | Pilota                | Squadra                     | Motocicletta         | Giri | Tempo     | Griglia | Punti |
| ---- | -- | --------------------- | --------------------------- | -------------------- | ---- | --------- | ------- | ----- |
| 1º   | 54 | Toprak Razgatlıoğlu   | Pata Yamaha                 | Yamaha YZF R1        | 21   | 34'13.229 | 1º      | 25    |
| 2º   | 7  | Chaz Davies           | Aruba.it Racing – Ducati    | Ducati Panigale V4 R | 21   | +3.039    | 4º      | 20    |
| 3º   | 31 | Garrett Gerloff       | GRT Yamaha                  | Yamaha YZF R1        | 21   | +4.220    | 3º      | 16    |
| 4º   | 1  | Jonathan Rea          | Kawasaki Racing             | Kawasaki ZX-10RR     | 21   | +9.645    | 15º     | 13    |
| 5º   | 91 | Leon Haslam           | Team HRC                    | Honda CBR1000RR-R    | 21   | +15.732   | 2º      | 11    |
| 6º   | 22 | Alex Lowes            | Kawasaki Racing             | Kawasaki ZX-10RR     | 21   | +15.926   | 7º      | 10    |
| 7º   | 21 | Michael Ruben Rinaldi | Team GoEleven               | Ducati Panigale V4 R | 21   | +16.205   | 5º      | 9     |
| 8º   | 12 | Javier Forés          | Kawasaki Puccetti Racing    | Kawasaki ZX-10RR     | 21   | +17.842   | 9º      | 8     |
| 9º   | 76 | Loris Baz             | Ten Kate Racing Yamaha      | Yamaha YZF R1        | 21   | +18.035   | 12º     | 7     |
| 10º  | 66 | Tom Sykes             | BMW Motorrad                | BMW S1000 RR         | 21   | +18.404   | 10º     | 6     |
| 11º  | 94 | Jonas Folger          | Bonovo Action by MGM Racing | Yamaha YZF R1        | 21   | +20.834   | 11º     | 5     |
| 12º  | 50 | Eugene Laverty        | BMW Motorrad                | BMW S1000 RR         | 21   | +30.026   | 14º     | 4     |
| 13º  | 36 | Leandro Mercado       | Motocorsa Racing            | Ducati Panigale V4 R | 21   | +31.886   | 16º     | 3     |
| 14º  | 13 | Takumi Takahashi      | MIE Racing Honda            | Honda CBR1000RR-R    | 21   | +47.164   | 19º     | 2     |
| 15º  | 51 | Eric Granado          | MIE Racing Honda            | Honda CBR1000RR-R    | 21   | +48.801   | 20º     | 1     |
| 16º  | 32 | Sheridan Morais       | Orelac Racing Verdnatura    | Kawasaki ZX-10RR     | 21   | +56.970   | 18º     |       |
| 17º  | 19 | Álvaro Bautista       | Team HRC                    | Honda CBR1000RR-R    | 21   | +1'32.677 | 8º      |       |
| 18º  | 84 | Loris Cresson         | Outdo Kawasaki TPR          | Kawasaki ZX-10RR     | 20   | +1 giro   | 21º     |       |

### Ritirati
| Nº | Pilota               | Squadra                  | Motocicletta         | Giri | Griglia |
| -- | -------------------- | ------------------------ | -------------------- | ---- | ------- |
| 64 | Federico Caricasulo  | GRT Yamaha               | Yamaha YZF R1        | 12   | 13º     |
| 60 | Michael van der Mark | Pata Yamaha              | Yamaha YZF R1        | 7    | 6º      |
| 45 | Scott Redding        | Aruba.it Racing – Ducati | Ducati Panigale V4 R | 5    | 22º     |
| 71 | Matteo Ferrari       | Barni Racing             | Ducati Panigale V4 R | 2    | 17º     |

## Superbike gara Superpole

### Arrivati al traguardo
| Pos. | Nº | Pilota                | Squadra                     | Motocicletta         | Giri | Tempo     | Griglia | Punti |
| ---- | -- | --------------------- | --------------------------- | -------------------- | ---- | --------- | ------- | ----- |
| 1º   | 54 | Toprak Razgatlıoğlu   | Pata Yamaha                 | Yamaha YZF R1        | 10   | 16'12.131 | 1º      | 12    |
| 2º   | 31 | Garrett Gerloff       | GRT Yamaha                  | Yamaha YZF R1        | 10   | +1.928    | 3º      | 9     |
| 3º   | 60 | Michael van der Mark  | Pata Yamaha                 | Yamaha YZF R1        | 10   | +2.940    | 6º      | 7     |
| 4º   | 7  | Chaz Davies           | Aruba.it Racing – Ducati    | Ducati Panigale V4 R | 10   | +4.074    | 4º      | 6     |
| 5º   | 1  | Jonathan Rea          | Kawasaki Racing             | Kawasaki ZX-10RR     | 10   | +4.745    | 15º     | 5     |
| 6º   | 45 | Scott Redding         | Aruba.it Racing – Ducati    | Ducati Panigale V4 R | 10   | +5.915    | 22º     | 4     |
| 7º   | 19 | Álvaro Bautista       | Team HRC                    | Honda CBR1000RR-R    | 10   | +7.969    | 8º      | 3     |
| 8º   | 91 | Leon Haslam           | Team HRC                    | Honda CBR1000RR-R    | 10   | +11.835   | 2º      | 2     |
| 9º   | 21 | Michael Ruben Rinaldi | Team GoEleven               | Ducati Panigale V4 R | 10   | +12.293   | 5º      | 1     |
| 10º  | 12 | Javier Forés          | Kawasaki Puccetti Racing    | Kawasaki ZX-10RR     | 10   | +12.342   | 9º      |       |
| 11º  | 66 | Tom Sykes             | BMW Motorrad                | BMW S1000 RR         | 10   | +12.643   | 10º     |       |
| 12º  | 64 | Federico Caricasulo   | GRT Yamaha                  | Yamaha YZF R1        | 10   | +12.714   | 13º     |       |
| 13º  | 94 | Jonas Folger          | Bonovo Action by MGM Racing | Yamaha YZF R1        | 10   | +14.984   | 11º     |       |
| 14º  | 36 | Leandro Mercado       | Motocorsa Racing            | Ducati Panigale V4 R | 10   | +22.177   | 16º     |       |
| 15º  | 71 | Matteo Ferrari        | Barni Racing                | Ducati Panigale V4 R | 10   | +22.349   | 17º     |       |
| 16º  | 50 | Eugene Laverty        | BMW Motorrad                | BMW S1000 RR         | 10   | +22.581   | 14º     |       |
| 17º  | 13 | Takumi Takahashi      | MIE Racing Honda            | Honda CBR1000RR-R    | 10   | +27.889   | 19º     |       |
| 18º  | 51 | Eric Granado          | MIE Racing Honda            | Honda CBR1000RR-R    | 10   | +29.975   | 20º     |       |
| 19º  | 32 | Sheridan Morais       | Orelac Racing Verdnatura    | Kawasaki ZX-10RR     | 10   | +30.067   | 18º     |       |
| 20º  | 84 | Loris Cresson         | Outdo Kawasaki TPR          | Kawasaki ZX-10RR     | 10   | +50.259   | 21º     |       |

### Ritirati
| Nº | Pilota     | Squadra                | Motocicletta     | Giri | Griglia |
| -- | ---------- | ---------------------- | ---------------- | ---- | ------- |
| 76 | Loris Baz  | Ten Kate Racing Yamaha | Yamaha YZF R1    | 2    | 12º     |
| 22 | Alex Lowes | Kawasaki Racing        | Kawasaki ZX-10RR | 0    | 7º      |

## Superbike gara 2

### Arrivati al traguardo
| Pos. | Nº | Pilota                | Squadra                     | Motocicletta         | Giri | Tempo     | Griglia | Punti |
| ---- | -- | --------------------- | --------------------------- | -------------------- | ---- | --------- | ------- | ----- |
| 1º   | 7  | Chaz Davies           | Aruba.it Racing – Ducati    | Ducati Panigale V4 R | 21   | 34'07.368 | 4º      | 25    |
| 2º   | 45 | Scott Redding         | Aruba.it Racing – Ducati    | Ducati Panigale V4 R | 21   | +1.951    | 6º      | 20    |
| 3º   | 54 | Toprak Razgatlıoğlu   | Pata Yamaha                 | Yamaha YZF R1        | 21   | +2.556    | 1º      | 16    |
| 4º   | 60 | Michael van der Mark  | Pata Yamaha                 | Yamaha YZF R1        | 21   | +10.423   | 3º      | 13    |
| 5º   | 19 | Álvaro Bautista       | Team HRC                    | Honda CBR1000RR-R    | 21   | +15.473   | 7º      | 11    |
| 6º   | 21 | Michael Ruben Rinaldi | Team GoEleven               | Ducati Panigale V4 R | 21   | +20.277   | 9º      | 10    |
| 7º   | 91 | Leon Haslam           | Team HRC                    | Honda CBR1000RR-R    | 21   | +21.074   | 8º      | 9     |
| 8º   | 12 | Javier Forés          | Kawasaki Puccetti Racing    | Kawasaki ZX-10RR     | 21   | +21.291   | 11º     | 8     |
| 9º   | 64 | Federico Caricasulo   | GRT Yamaha                  | Yamaha YZF R1        | 21   | +22.427   | 15º     | 7     |
| 10º  | 66 | Tom Sykes             | BMW Motorrad                | BMW S1000 RR         | 21   | +25.168   | 12º     | 6     |
| 11º  | 94 | Jonas Folger          | Bonovo Action by MGM Racing | Yamaha YZF R1        | 21   | +26.945   | 13º     | 5     |
| 12º  | 50 | Eugene Laverty        | BMW Motorrad                | BMW S1000 RR         | 21   | +28.511   | 16º     | 4     |
| 13º  | 36 | Leandro Mercado       | Motocorsa Racing            | Ducati Panigale V4 R | 21   | +32.281   | 17º     | 3     |
| 14º  | 1  | Jonathan Rea          | Kawasaki Racing             | Kawasaki ZX-10RR     | 21   | +38.800   | 5º      | 2     |
| 15º  | 71 | Matteo Ferrari        | Barni Racing                | Ducati Panigale V4 R | 21   | +46.083   | 18º     | 1     |
| 16º  | 51 | Eric Granado          | MIE Racing Honda            | Honda CBR1000RR-R    | 21   | +47.000   | 21º     |       |
| 17º  | 13 | Takumi Takahashi      | MIE Racing Honda            | Honda CBR1000RR-R    | 21   | +47.295   | 20º     |       |
| 18º  | 32 | Sheridan Morais       | Orelac Racing Verdnatura    | Kawasaki ZX-10RR     | 21   | +1'01.053 | 19º     |       |
| 19º  | 84 | Loris Cresson         | Outdo Kawasaki TPR          | Kawasaki ZX-10RR     | 21   | +1'31.338 | 22º     |       |

### Ritirati
| Nº | Pilota          | Squadra                | Motocicletta     | Giri | Griglia |
| -- | --------------- | ---------------------- | ---------------- | ---- | ------- |
| 22 | Alex Lowes      | Kawasaki Racing        | Kawasaki ZX-10RR | 15   | 10º     |
| 76 | Loris Baz       | Ten Kate Racing Yamaha | Yamaha YZF R1    | 14   | 14º     |
| 31 | Garrett Gerloff | GRT Yamaha             | Yamaha YZF R1    | 2    | 2º      |

## Supersport gara 1

### Arrivati al traguardo
| Pos. | Nº | Pilota                | Squadra                       | Motocicletta     | Giri | Tempo     | Griglia | Punti |
| ---- | -- | --------------------- | ----------------------------- | ---------------- | ---- | --------- | ------- | ----- |
| 1º   | 55 | Andrea Locatelli      | Bardahl Evan Bros.            | Yamaha YZF R6    | 12   | 20'11.842 | 1º      | 25    |
| 2º   | 5  | Philipp Öttl          | Kawasaki Puccetti Racing      | Kawasaki ZX-6R   | 12   | +1.591    | 4º      | 20    |
| 3º   | 38 | Hannes Soomer         | Kallio Racing                 | Yamaha YZF R6    | 12   | +1.968    | 7º      | 16    |
| 4º   | 32 | Isaac Viñales         | Kallio Racing                 | Yamaha YZF R6    | 12   | +4.634    | 6º      | 13    |
| 5º   | 4  | Steven Odendaal       | EAB Ten Kate Racing           | Yamaha YZF R6    | 12   | +6.211    | 8º      | 11    |
| 6º   | 61 | Can Öncü              | Turkish Racing                | Kawasaki ZX-6R   | 12   | +6.776    | 11º     | 10    |
| 7º   | 81 | Manuel González       | Kawasaki ParkinGO             | Kawasaki ZX-6R   | 12   | +6.783    | 5º      | 9     |
| 8º   | 47 | Axel Bassani          | Soradis Yamaha Motoxracing    | Yamaha YZF R6    | 12   | +10.724   | 12º     | 8     |
| 9º   | 16 | Jules Cluzel          | GMT94 Yamaha                  | Yamaha YZF R6    | 12   | +11.386   | 9º      | 7     |
| 10º  | 94 | Corentin Perolari     | GMT94 Yamaha                  | Yamaha YZF R6    | 12   | +14.494   | 10º     | 6     |
| 11º  | 99 | Daniel Webb           | WRP Wepol Racing              | Yamaha YZF R6    | 12   | +15.215   | 23º     | 5     |
| 12º  | 78 | Hikari Ōkubo          | Dynavolt Honda                | Honda CBR600RR   | 12   | +15.259   | 13º     | 4     |
| 13º  | 22 | Federico Fuligni      | MV Agusta Reparto Corse       | MV Agusta F3 675 | 12   | +23.869   | 18º     | 3     |
| 14º  | 34 | Kevin Manfredi        | Altogoo Racing                | Yamaha YZF R6    | 12   | +23.963   | 14º     | 2     |
| 15º  | 25 | Andy Verdoïa          | bLU cRU WorldSSP by MS Racing | Yamaha YZF R6    | 12   | +24.194   | 16º     | 1     |
| 16º  | 9  | Galang Hendra Pratama | bLU cRU WorldSSP by MS Racing | Yamaha YZF R6    | 12   | +25.649   | 15º     |       |
| 17º  | 30 | Glenn van Straalen    | MPM Routz Racing              | Yamaha YZF R6    | 12   | +31.099   | 19º     |       |
| 18º  | 52 | Patrick Hobelsberger  | Dynavolt Honda                | Honda CBR600RR   | 12   | +35.996   | 20º     |       |
| 19º  | 21 | Vincent Falcone       | Oxxo Yamaha Team Toth         | Yamaha YZF R6    | 12   | +1'04.021 | 21º     |       |

### Ritirati
| Nº | Pilota           | Squadra                      | Motocicletta     | Giri | Griglia |
| -- | ---------------- | ---------------------------- | ---------------- | ---- | ------- |
| 28 | Victor Barros    | Palkalgar Yamaha - Evan Bros | Yamaha YZF R6    | 11   | 22º     |
| 44 | Lucas Mahias     | Kawasaki Puccetti Racing     | Kawasaki ZX-6R   | 1    | 3º      |
| 3  | Raffaele De Rosa | MV Agusta Reparto Corse      | MV Agusta F3 675 | 0    | 2º      |
| 12 | Álex Ruiz        | Emperador Racing             | Yamaha YZF R6    | 0    | 17º     |
| 98 | Karel Hanika     | WRP Wepol Racing             | Yamaha YZF R6    | 0    |         |
| 56 | Péter Sebestyén  | Oxxo Yamaha Team Toth        | Yamaha YZF R6    | 0    |         |

## Supersport gara 2

### Arrivati al traguardo
| Pos. | Nº | Pilota               | Squadra                       | Motocicletta     | Giri | Tempo     | Griglia | Punti |
| ---- | -- | -------------------- | ----------------------------- | ---------------- | ---- | --------- | ------- | ----- |
| 1º   | 44 | Lucas Mahias         | Kawasaki Puccetti Racing      | Kawasaki ZX-6R   | 18   | 30'20.058 | 2º      | 25    |
| 2º   | 55 | Andrea Locatelli     | Bardahl Evan Bros.            | Yamaha YZF R6    | 18   | +0.886    | 1º      | 20    |
| 3º   | 3  | Raffaele De Rosa     | MV Agusta Reparto Corse       | MV Agusta F3 675 | 18   | +0.888    | 4º      | 16    |
| 4º   | 4  | Steven Odendaal      | EAB Ten Kate Racing           | Yamaha YZF R6    | 18   | +1.018    | 9º      | 13    |
| 5º   | 5  | Philipp Öttl         | Kawasaki Puccetti Racing      | Kawasaki ZX-6R   | 18   | +1.465    | 3º      | 11    |
| 6º   | 32 | Isaac Viñales        | Kallio Racing                 | Yamaha YZF R6    | 18   | +1.670    | 6º      | 10    |
| 7º   | 81 | Manuel González      | Kawasaki ParkinGO             | Kawasaki ZX-6R   | 18   | +3.566    | 7º      | 9     |
| 8º   | 38 | Hannes Soomer        | Kallio Racing                 | Yamaha YZF R6    | 18   | +3.576    | 12º     | 8     |
| 9º   | 16 | Jules Cluzel         | GMT94 Yamaha                  | Yamaha YZF R6    | 18   | +4.518    | 8º      | 7     |
| 10º  | 99 | Daniel Webb          | WRP Wepol Racing              | Yamaha YZF R6    | 18   | +11.695   | 5º      | 6     |
| 11º  | 98 | Karel Hanika         | WRP Wepol Racing              | Yamaha YZF R6    | 18   | +12.553   | 10º     | 5     |
| 12º  | 47 | Axel Bassani         | Soradis Yamaha Motoxracing    | Yamaha YZF R6    | 18   | +12.849   | 14º     | 4     |
| 13º  | 94 | Corentin Perolari    | GMT94 Yamaha                  | Yamaha YZF R6    | 18   | +15.531   | 13º     | 3     |
| 14º  | 61 | Can Öncü             | Turkish Racing                | Kawasaki ZX-6R   | 18   | +15.592   | 15º     | 2     |
| 15º  | 25 | Andy Verdoïa         | bLU cRU WorldSSP by MS Racing | Yamaha YZF R6    | 18   | +27.569   | 22º     | 1     |
| 16º  | 12 | Álex Ruiz            | Emperador Racing              | Yamaha YZF R6    | 18   | +27.593   | 18º     |       |
| 17º  | 22 | Federico Fuligni     | MV Agusta Reparto Corse       | MV Agusta F3 675 | 18   | +30.338   | 16º     |       |
| 18º  | 34 | Kevin Manfredi       | Altogoo Racing                | Yamaha YZF R6    | 18   | +30.756   | 17º     |       |
| 19º  | 30 | Glenn van Straalen   | MPM Routz Racing              | Yamaha YZF R6    | 18   | +38.461   | 20º     |       |
| 20º  | 52 | Patrick Hobelsberger | Dynavolt Honda                | Honda CBR600RR   | 18   | +47.804   | 21º     |       |
| 21º  | 21 | Vincent Falcone      | Oxxo Yamaha Team Toth         | Yamaha YZF R6    | 18   | +1'16.817 | 24º     |       |
| 22º  | 28 | Victor Barros        | Palkalgar Yamaha - Evan Bros  | Yamaha YZF R6    | 17   | +1 giro   | 25º     |       |

### Ritirati
| Nº | Pilota                | Squadra                       | Motocicletta   | Giri | Griglia |
| -- | --------------------- | ----------------------------- | -------------- | ---- | ------- |
| 56 | Péter Sebestyén       | Oxxo Yamaha Team Toth         | Yamaha YZF R6  | 7    | 11º     |
| 9  | Galang Hendra Pratama | bLU cRU WorldSSP by MS Racing | Yamaha YZF R6  | 6    | 23º     |
| 78 | Hikari Ōkubo          | Dynavolt Honda                | Honda CBR600RR | 0    | 19º     |

## Supersport 300 gara 1

### Arrivati al traguardo
| Pos. | Nº | Pilota                 | Squadra                          | Motocicletta       | Giri | Tempo     | Griglia | Punti |
| ---- | -- | ---------------------- | -------------------------------- | ------------------ | ---- | --------- | ------- | ----- |
| 1º   | 8  | Mika Pérez             | Prodina Ircos                    | Kawasaki Ninja 400 | 10   | 18'40.850 | 2º      | 25    |
| 2º   | 17 | Koen Meuffels          | MTM Kawasaki Motoport            | Kawasaki Ninja 400 | 10   | +0.013    | 6º      | 20    |
| 3º   | 69 | Tom Booth-Amos         | RT Motorsports by SKM - Kawasaki | Kawasaki Ninja 400 | 10   | +0.055    | 9º      | 16    |
| 4º   | 88 | Bruno Ieraci           | Kawasaki GP Project              | Kawasaki Ninja 400 | 10   | +0.234    | 3º      | 13    |
| 5º   | 19 | Víctor Rodríguez       | EAB Ten Kate Racing              | Yamaha YZF-R3      | 10   | +5.764    | 23º     | 11    |
| 6º   | 6  | Jeffrey Buis           | MTM Kawasaki Motoport            | Kawasaki Ninja 400 | 10   | +5.782    | 19º     | 10    |
| 7º   | 46 | Samuel Di Sora         | Leader Team Flembbo              | Kawasaki Ninja 400 | 10   | +5.805    | 5º      | 9     |
| 8º   | 95 | Scott Deroue           | MTM Kawasaki Motoport            | Kawasaki Ninja 400 | 10   | +5.829    | 18º     | 8     |
| 9º   | 83 | Meikon Kawakami        | Brasil AD 78                     | Yamaha YZF-R3      | 10   | +5.988    | 4º      | 7     |
| 10º  | 87 | Eliton Gohara Kawakami | Yamaha MS Racing                 | Yamaha YZF-R3      | 10   | +6.612    | 13º     | 6     |
| 11º  | 85 | Kevin Sabatucci        | Kawasaki GP Project              | Kawasaki Ninja 400 | 10   | +6.899    | 14º     | 5     |
| 12º  | 61 | Yuta Okaya             | MTM Kawasaki Motoport            | Kawasaki Ninja 400 | 10   | +8.286    | 10º     | 4     |
| 13º  | 43 | Marc García            | 2R Racing                        | Kawasaki Ninja 400 | 10   | +8.932    | 11º     | 3     |
| 14º  | 54 | Bahattin Sofuoğlu      | Biblion Motoxracing Yamaha       | Yamaha YZF-R3      | 10   | +9.660    | 21º     | 2     |
| 15º  | 73 | José Pérez González    | Machado Came SBK                 | Yamaha YZF-R3      | 10   | +12.649   | 22º     | 1     |
| 16º  | 99 | Adrián Huertas         | ProGP Racing                     | Yamaha YZF-R3      | 10   | +12.674   | 16º     |       |
| 17º  | 7  | Johan Gimbert          | GP Project                       | Kawasaki Ninja 400 | 10   | +13.114   | 24º     |       |
| 18º  | 72 | Alvaro Diaz            | Biblion Motoxracing Yamaha       | Yamaha YZF-R3      | 10   | +18.826   | 27º     |       |
| 19º  | 25 | Alan Kroh              | Yamaha MS Racing                 | Yamaha YZF-R3      | 10   | +18.884   | 28º     |       |
| 20º  | 98 | Tom Berçot             | ProGP Racing                     | Yamaha YZF-R3      | 10   | +18.899   | 20º     |       |
| 21º  | 3  | Marco Gaggi            | Machado Came SBK                 | Yamaha YZF-R3      | 10   | +32.255   | 33º     |       |
| 22º  | 24 | Daniel Blin            | Biblion Motoxracing Yamaha       | Yamaha YZF-R3      | 10   | +32.335   | 32º     |       |
| 23º  | 33 | Oscar Nunez Roldan     | Scuderia Maranga Racing          | Kawasaki Ninja 400 | 10   | +32.591   | 34º     |       |
| 24º  | 23 | Sylvain Markarian      | Yamaha MS Racing                 | Yamaha YZF-R3      | 10   | +32.611   | 36º     |       |
| 25º  | 26 | Mirko Gennai           | BrCorse                          | Yamaha YZF-R3      | 10   | +33.740   | 26º     |       |
| 26º  | 59 | Alessandro Zanca       | GP Project                       | Kawasaki Ninja 400 | 10   | +46.635   | 35º     |       |

### Ritirati
| Nº | Pilota            | Squadra                                 | Motocicletta       | Giri | Griglia |
| -- | ----------------- | --------------------------------------- | ------------------ | ---- | ------- |
| 2  | Alejandro Carrión | ACCR Smrz Racing by Blue Garage         | Kawasaki Ninja 400 | 7    | 29º     |
| 10 | Unai Orradre      | Yamaha MS Racing                        | Yamaha YZF-R3      | 7    | 8º      |
| 22 | Mykyta Kalinin    | Battley-RT Motorsports by SKM-Kawasaki  | Kawasaki Ninja 400 | 6    | 1º      |
| 53 | Petr Svoboda      | WRP Wepol Racing                        | Yamaha YZF-R3      | 4    | 17º     |
| 71 | Tom Edwards       | Kawasaki ParkinGO                       | Kawasaki Ninja 400 | 4    | 15º     |
| 44 | Tom Bramich       | Carl Cox-RT Motorsports by SKM-Kawasaki | Kawasaki Ninja 400 | 3    | 30º     |
| 27 | Filippo Rovelli   | Kawasaki ParkinGO                       | Kawasaki Ninja 400 | 1    | 25º     |
| 15 | Alfonso Coppola   | Kawasaki GP Project                     | Kawasaki Ninja 400 | 0    | 7º      |

## Supersport 300 gara 2

### Arrivati al traguardo
| Pos. | Nº | Pilota                 | Squadra                                 | Motocicletta       | Giri | Tempo     | Griglia | Punti |
| ---- | -- | ---------------------- | --------------------------------------- | ------------------ | ---- | --------- | ------- | ----- |
| 1º   | 17 | Koen Meuffels          | MTM Kawasaki Motoport                   | Kawasaki Ninja 400 | 10   | 18'41.258 | 6º      | 25    |
| 2º   | 46 | Samuel Di Sora         | Leader Team Flembbo                     | Kawasaki Ninja 400 | 10   | +0.219    | 5º      | 20    |
| 3º   | 8  | Mika Pérez             | Prodina Ircos                           | Kawasaki Ninja 400 | 10   | +1.749    | 2º      | 16    |
| 4º   | 54 | Bahattin Sofuoğlu      | Biblion Motoxracing Yamaha              | Yamaha YZF-R3      | 10   | +1.816    | 20º     | 13    |
| 5º   | 83 | Meikon Kawakami        | Brasil AD 78                            | Yamaha YZF-R3      | 10   | +1.821    | 4º      | 11    |
| 6º   | 61 | Yuta Okaya             | MTM Kawasaki Motoport                   | Kawasaki Ninja 400 | 10   | +2.043    | 10º     | 10    |
| 7º   | 22 | Mykyta Kalinin         | Battley-RT Motorsports by SKM-Kawasaki  | Kawasaki Ninja 400 | 10   | +2.070    | 1º      | 9     |
| 8º   | 85 | Kevin Sabatucci        | Kawasaki GP Project                     | Kawasaki Ninja 400 | 10   | +2.192    | 13º     | 8     |
| 9º   | 6  | Jeffrey Buis           | MTM Kawasaki Motoport                   | Kawasaki Ninja 400 | 10   | +2.301    | 18º     | 7     |
| 10º  | 99 | Adrián Huertas         | ProGP Racing                            | Yamaha YZF-R3      | 10   | +2.688    | 15º     | 6     |
| 11º  | 26 | Mirko Gennai           | BrCorse                                 | Yamaha YZF-R3      | 10   | +2.738    | 25º     | 5     |
| 12º  | 43 | Marc García            | 2R Racing                               | Kawasaki Ninja 400 | 10   | +3.469    | 11º     | 4     |
| 13º  | 10 | Unai Orradre           | Yamaha MS Racing                        | Yamaha YZF-R3      | 10   | +4.181    | 8º      | 3     |
| 14º  | 87 | Eliton Gohara Kawakami | Yamaha MS Racing                        | Yamaha YZF-R3      | 10   | +4.187    | 12º     | 2     |
| 15º  | 25 | Alan Kroh              | Yamaha MS Racing                        | Yamaha YZF-R3      | 10   | +6.028    | 27º     | 1     |
| 16º  | 95 | Scott Deroue           | MTM Kawasaki Motoport                   | Kawasaki Ninja 400 | 10   | +6.118    | 17º     |       |
| 17º  | 53 | Petr Svoboda           | WRP Wepol Racing                        | Yamaha YZF-R3      | 10   | +12.022   | 16º     |       |
| 18º  | 72 | Alvaro Diaz            | Biblion Motoxracing Yamaha              | Yamaha YZF-R3      | 10   | +12.109   | 26º     |       |
| 19º  | 44 | Tom Bramich            | Carl Cox-RT Motorsports by SKM-Kawasaki | Kawasaki Ninja 400 | 10   | +12.355   | 29º     |       |
| 20º  | 7  | Johan Gimbert          | GP Project                              | Kawasaki Ninja 400 | 10   | +12.416   | 23º     |       |
| 21º  | 33 | Oscar Nunez Roldan     | Scuderia Maranga Racing                 | Kawasaki Ninja 400 | 10   | +12.474   | 33º     |       |
| 22º  | 71 | Tom Edwards            | Kawasaki ParkinGO                       | Kawasaki Ninja 400 | 10   | +18.596   | 14º     |       |
| 23º  | 3  | Marco Gaggi            | Machado Came SBK                        | Yamaha YZF-R3      | 10   | +29.101   | 32º     |       |
| 24º  | 23 | Sylvain Markarian      | Yamaha MS Racing                        | Yamaha YZF-R3      | 10   | +29.271   | 35º     |       |
| 25º  | 59 | Alessandro Zanca       | GP Project                              | Kawasaki Ninja 400 | 10   | +29.329   | 34º     |       |
| 26º  | 2  | Alejandro Carrión      | ACCR Smrz Racing by Blue Garage         | Kawasaki Ninja 400 | 10   | +1'11.156 | 28º     |       |
| 27º  | 24 | Daniel Blin            | Biblion Motoxracing Yamaha              | Yamaha YZF-R3      | 10   | +1'20.865 | 31º     |       |

### Ritirati
| Nº | Pilota              | Squadra                          | Motocicletta       | Giri | Griglia |
| -- | ------------------- | -------------------------------- | ------------------ | ---- | ------- |
| 88 | Bruno Ieraci        | Kawasaki GP Project              | Kawasaki Ninja 400 | 9    | 3º      |
| 69 | Tom Booth-Amos      | RT Motorsports by SKM - Kawasaki | Kawasaki Ninja 400 | 6    | 9º      |
| 19 | Víctor Rodríguez    | EAB Ten Kate Racing              | Yamaha YZF-R3      | 3    | 22º     |
| 27 | Filippo Rovelli     | Kawasaki ParkinGO                | Kawasaki Ninja 400 | 3    | 24º     |
| 15 | Alfonso Coppola     | Kawasaki GP Project              | Kawasaki Ninja 400 | 1    | 7º      |
| 98 | Tom Berçot          | ProGP Racing                     | Yamaha YZF-R3      | 0    | 19º     |
| 73 | José Pérez González | Machado Came SBK                 | Yamaha YZF-R3      | 0    | 21º     |